# 佛蒙特铜币
佛蒙特铜币（英語：Vermont copper）为佛蒙特共和国发行的铜质钱币。该货币首次发行于1785年，后持续发行至1791年佛蒙特州加入联邦。